# Kivakkatunturi
Le Kivakkatunturi ou Kivakka (en russe : Кивакка) est une montagne de la commune de Kiestinki, située dans la partie nord-ouest de la République de Carélie en Russie.

## Géographie
Le Kivakkatunturi est située juste au nord-ouest du lac Pääjärvi et dans la partie orientale du parc national de Paanajärvi. Le sommet de la Kivakkatunturi (499 m) est l'un des points de vue les plus célèbres du parc national, en particulier vers le Pääjärvi.